# Seishi Yokomizo

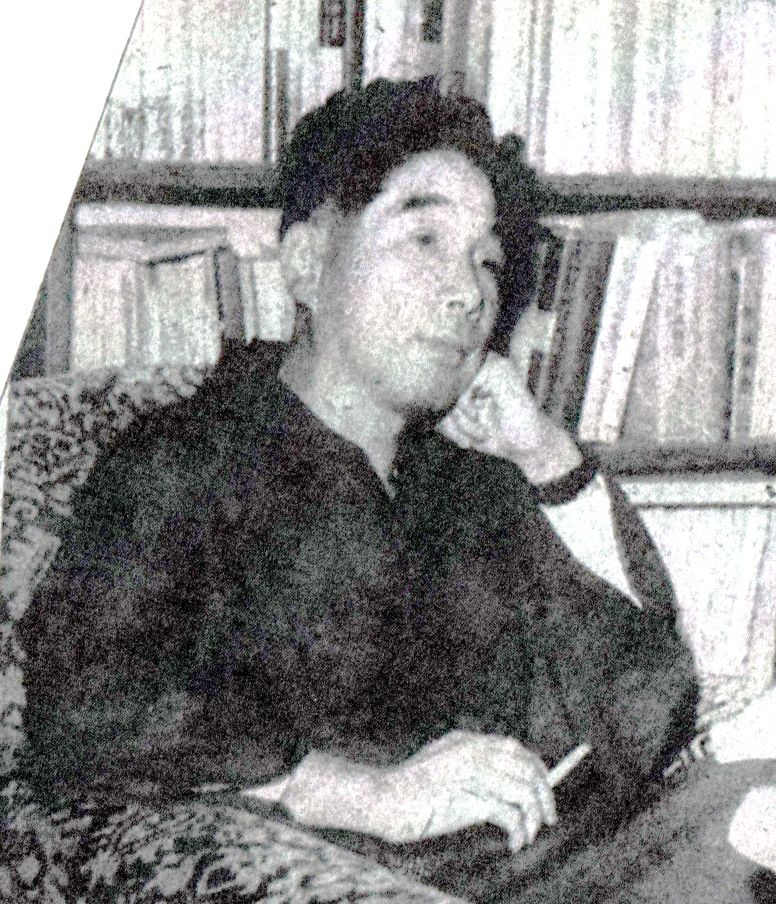
Seishi Yokomizo

Seishi Yokomizo (横溝 正史, 24 mei 1902 – 28 december 1981) was een Japanse detectiveromanschrijver, in eigen land vooral geliefd om zijn boeken met detective Kosuke Kindaichi.

## Levensloop
Yokomizo werd geboren in de stad Kobe, in de prefectuur Hyōgo, in Japan. Als jongen las hij detectiveverhalen en in 1921, terwijl hij in dienst was van de Daiichi Bank, publiceerde hij zijn eerste verhaal in het populaire tijdschrift Shinsei Nen ("Nieuwe Jeugd"). Hij studeerde af aan het Osaka Pharmaceutical College (momenteel onderdeel van de Osaka University) met een graad in farmacie. Hij was eerst van plan de drogisterij van zijn familie over te nemen, hoewel hij sceptisch stond tegenover de moderne opvattingen over het gebruik van medicijnen. Echter, aangetrokken door zijn interesse in literatuur, en de aanmoediging van Edogawa Rampo, ging hij in plaats daarvan naar Tokio, waar hij in 1926 werd aangenomen door uitgeverij Hakubunkan. Nadat hij als hoofdredacteur van verschillende tijdschriften had gediend, nam hij in 1932 ontslag om zich fulltime aan het schrijven te wijden.
Yokomizo stierf in 1981 aan darmkanker. Zijn graf is op de Shunjuen-begraafplaats in Kawasaki, Kanagawa.

## Literaire carrière
Yokomizo voelde zich aangetrokken tot het literaire genre van historische fictie, vooral dat van de historische detectiveroman. In juli 1934, terwijl hij in de bergen van Nagano verbleef om te herstellen van tuberculose, voltooide hij zijn eerste roman Onibi, die in 1935 werd gepubliceerd, hoewel delen onmiddellijk door de autoriteiten werden gecensureerd omdat detectiveverhalen als product van de westerse cultuur werden beschouwd. Geheel niet ontmoedigd bouwde Yokomizo op zijn vroege succes met een tweede roman Ningyo Sashichi torimonocho (1938-1939). Tijdens de Tweede Wereldoorlog ondervond hij echter moeilijkheden om zijn werken gepubliceerd te krijgen vanwege de oorlogsomstandigheden en verkeerde hij in ernstige economische moeilijkheden. Het gebrek aan streptomycine en andere antibiotica betekende ook dat zijn tuberculose niet goed kon worden behandeld, en hij grapte met vrienden dat het een race was om te zien of hij zou sterven van ziekte of van honger.
Kort na het einde van Tweede Wereldoorlog kregen zijn werk echter brede erkenning en ontwikkelde hij een enorme aanhang. Hij publiceerde veel werken via Kodansha's Weekly Shōnen Magazine in de vorm van feuilletons, waarbij hij zich alleen richtte op populaire misdaadromans, gebaseerd op het traditionele westerse detectiveromanformaat, te beginnen met Honjin Satsujin Jiken (The Honjin Murders ) en Chōchō Satsujin Jinken (beide in 1946). Zijn werk stond model voor de naoorlogse Japanse misdaadliteratuur. Yokomizo wordt ook vaak vergeleken met John Dickson Carr en Agatha Christie, schrijvers die hij bewonderde. Onderzoeker Mari Kotani noemde zijn verhaal uit 1939 The Death's Head Stranger (髑髏検校, Dokuro-Kengyo) "de eerste succesvolle bewerking van Bram Stoker 's Dracula " en "het archetype van de Japanse vampierliteratuur." 
Yokomizo is het meest bekend vanwege het creëren van het personage Kosuke Kindaichi, een privédetective. Kindaichi werd in 1946 geïntroduceerd in The Honjin Murders. Met deze roman won Yokomizo in 1948 de eerste Mystery Writers of Japan prijs. Kindaichi verscheen in 76 romans, waarvan er meer dan 55 miljoen zijn verkocht, en in meerdere televisie-, film- en toneelbewerkingen. Veel van zijn werken zijn verfilmd. In het bijzonder werd The Inugami Clan (犬神家の一族, Inugamike no Ichizoku, januari 1950 - mei 1951) maar liefst twee keer verfilmd door Kon Ichikawa: The Inugami Family in 1976, en zijn remake uit 2006 The Inugamis. 

## Nalatenschap
De Yokomizo Seishi Prize is een literaire prijs die in 1980 werd ingesteld door de uitgeverij Kadokawa Shoten en het Tokyo Broadcasting System ter ere van Yokomizo. Het wordt jaarlijks toegekend aan een niet eerder gepubliceerd mysterie van romanlengte. De winnaar ontvangt een beeldje van Kosuke Kindaichi en een geldbedrag van ¥10.000.000 (ongeveer €75.900) waarmee het een van de grootste literaire prijzen ter wereld is. Bovendien wordt het winnende verhaal uitgegeven door Kadokawa Shoten en gedramatiseerd als televisiefilm door TBS.

## Publicaties (selectie)

### Werken in het Japans
- The Honjin Murders (本陣殺人事件, Honjin satsujin jiken, April 1946); ISBN 978-4-04-130408-2
- Gokumon Island (獄門島, Gokumontō, January 1947 - October 1948); ISBN 978-4-04-130403-7
- Woman Walking at Night (夜歩く, Yoru aruku, 1948); ISBN 978-4-04-130407-5
- The Village of Eight Graves (八つ墓村, Yatsuhakamura, March 1949 - March 1951); ISBN 978-4-04-130401-3
- Queen Bee  (女王蜂, Jo-o-batchi, June 1951 – May 1952); ISBN 978-4-04-130411-2
- The Inugami Clan (犬神家の一族, Inugamike no Ichizoku, January 1950 - May 1951); ISBN 978-4-925080-76-7
- The Sleeping Bride (睡れる花嫁, Nemureru Hanayome, 1952); ISBN 978-4-04-130497-6.
- The Devil Comes and Plays His Flute (悪魔が来りて笛を吹く, Akuma ga kitarite fue o fuku, 1951-1953); ISBN 978-4-04-130404-4
- Three Head Tower (三つ首塔, Mitsu-kubi Tō, 1955); ISBN 978-4-04-130406-8
- Head (首, Kubi, 1957); ISBN 978-4-04-130443-3
- The Tragedy of MaZee Inn (迷路荘の惨劇, Meiro-sō no sangeki); ISBN 978-4-04-130434-1
- A Devilish Temari Song (悪魔の手毬歌, Akuma no Temari Uta, August 1957 – January 1959); ISBN 978-4-04-130402-0
- Pimple on Human Face (人面瘡, Jin-Men-Sō); ISBN 978-4-04-130497-6
- Masquerade (仮面舞踏会, Kamen-Budō-Kai); ISBN 978-4-04-130438-9
- The House of Hanging on Hospital Slope (病院坂の首縊りの家, Byōin-zaka no kubikukuri no ie, December 1975); ISBN 978-4-04-130461-7,; ISBN 978-4-04-130462-4

### Engelse vertalingen
- De Honjin Murders (本陣殺人事件Honjin satsujin jiken ) vertaald door Louise Heal Kawai. Pushkin Vertigo, 2019;ISBN 9781782275008
- De Inugami-curse (犬神家の一族Inugamike no ichizoku ) vertaald door Yumiko Yamazaki. Stone Bridge Press, 2007;ISBN 9781933330310. Later gepubliceerd door Pushkin Vertigo, 2020;ISBN 978-1-78227-503-9
- The Village of Eight Graves (八つ墓村Yatsuhakamura ) vertaald door Bryan Karetnyk. Pushkin Vertigo, 2021;ISBN 9781782277453
- Gokumon Island (獄門島Gokumontō ) vertaald door Louise Heal Kawai. Pushkin Vertigo, 2022;ISBN 9781782277415